# Alfons VI van León
Alfons VI (?, vóór juni 1040 – Toledo, 1 juli 1109), bijgenaamd el Bravo (de dappere), was koning van León van 1065 tot 1109 en van koninkrijk Castilië sinds 1072 na het overlijden van zijn broer. Hij wordt soms ook wel Alfons I van Castilië genaamd. In 1077 riep hij zichzelf uit tot "Keizer van Hispanië". Rond zijn figuur zijn vele verhalen ontstaan.

## Geschiedenis
Als tweede en favoriete zoon van koning Ferdinand I van León en prinses Sancha van León, verkreeg hij na het overlijden van zijn vader León toegewezen terwijl zijn oudere broer Sancho Castilië kreeg en zijn jongste broer García Galicië. In 1072 werd Sancho vermoord. Het jaar erop (1073) onttroonde hij zijn andere broer Garcia om die vervolgens voor de rest van zijn leven in de gevangenis op te sluiten.
Zijn vlucht uit het klooster van Sahagun, waar zijn broer Sancho het gewaagd had hem op te sluiten, zijn ridderlijke vriendschap voor zijn gastheer Almamun van Toledo, caballero aunque moro, "een ridder, al is hij een Moor". De passionele loyaliteit van zijn vazal Pero (Pedro) Ansúrez en zijn broederlijke liefde voor zijn zus Urraca van Zamora hebben wellicht bijgedragen aan het heroïsche beeld dat dichters van hem ophingen.
Dit beeld stond in scherp contrast met het beeld dat de edelen van hem verspreidden via hun dichter die hem afdeed als de koning die Rodrigo Díaz de Vivar (El Cid) een vernederende eed liet afleggen om zo zijn broer alle hulp te ontzeggen tijdens zijn dood in de kerk van Santa Gadea te Burgos en die dan de moedige man vervolgde die hem durfde te weerstaan.
Alles beschouwd komt Alfonso VI naar voren als een sterk man die als koning vocht voor wet en orde, die zijn land leidde in de Reconquista. Hij kwam bij de Arabieren over als een zeer woeste en schrandere vijand, maar wel iemand die zich aan zijn woord hield.

Een moslimverhaal (waarschijnlijk niet meer historische waarheid dan de beruchte eed van Santa Gadea) vertelt, hoe hij door een list beetgenomen werd door Ibn Ammar, de favoriet van Al Mutamid, de Koning van Sevilla. Tijdens een spelletje schaak over een uitzonderlijk mooi schaakbord en schaakstukken die aan Ibn Ammar toebehoorden, werd er afgesproken dat deze naar de koning zouden gaan als hij won en als Ibn Ammar won, mocht hij vragen wat hij wilde. Ibn Ammar won en vroeg de koning Sevilla te sparen. En aldus geschiedde.
Wat er ook van zij, we weten dat Alfons op een opvallende wijze deze twee grote invloeden, die het karakter en de beschaving van Spanje zouden bepalen, vertegenwoordigde.
Op voorspraak van zijn vrouw Constance, zo wordt althans beweerd, bracht hij de Cisterciënzer Orde naar Spanje om ze te Sahagún te vestigen. Vervolgens koos hij een Franse Cisterciënzer, Bernard, als eerste aartsbisschop van Toledo na de verovering van de stad op 25 mei 1085. Hij huwde zijn dochters, Urraca, Teresa en Elvira uit aan Franse prinsen en verspreidde de Franse invloed - de cultureel meest beschaafde kracht in Europa. Hij bracht Spanje ook dichter bij de paus door de Romeinse ritus in te stellen ter vervanging van het oude misboek van St. Isidoor - de Mozarabische ritus.
Aan de andere kant stond hij heel open voor Arabische invloeden. Hij beschermde de moslims onder zijn onderdanen en sloeg munten met inscripties in Arabische letters. Hij stelde ook zijn hof en bed open voor de gevluchte moslimprinses Zaida van Sevilla.
Alfons werd verslagen op 23 oktober 1086 in de slag bij Zallaqa door Yusuf ibn Tashfin en Abbad III al-Mu'tamid. Tijdens deze slag geraakte hij zwaargewond aan zijn been. Deze veldslag luidde mede het begin in van de heerschappij van de Almoraviden in Spanje.

## Huwelijken en kinderen

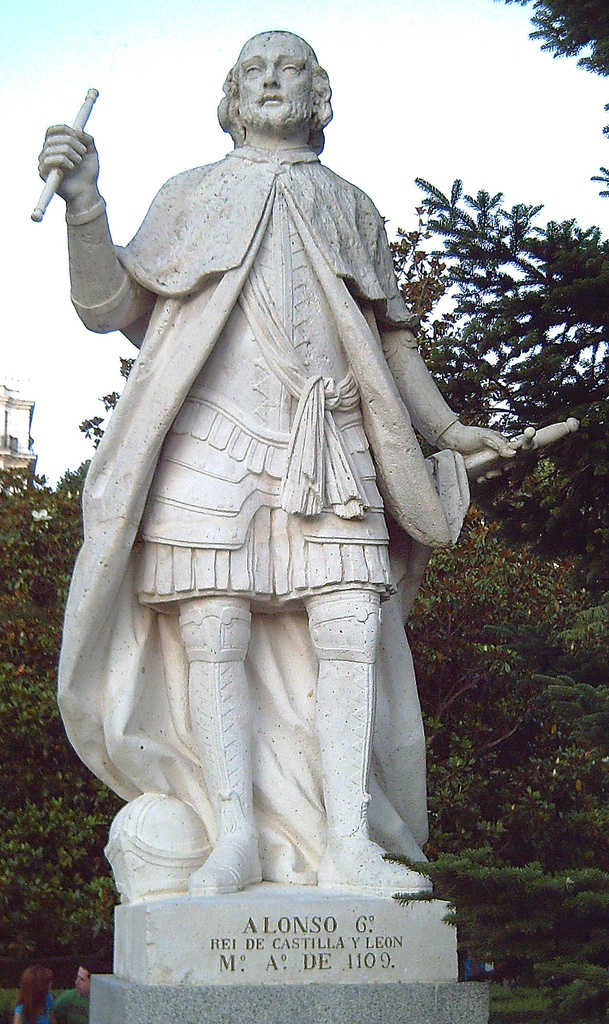
Standbeeld van Alfons VI in Madrid (F. Corral, 1753).

Alfons trouwde minstens vijf keer, had twee (officiële) minnaressen en een verloofde:
- Zijn eerste vrouw was Agnes, dochter van Willem VIII van Aquitanië.
- Zijn tweede vrouw was Matoeda. Ze trouwden in 1069 en scheidden op grond van bloedverwantschap enige tijd later.
- Voorafgaand aan zijn volgende huwelijk (en misschien voorafgaand aan zijn eerste) was hij verloofd met Agatha, een dochter van Willem I van Engeland en Mathilde van Vlaanderen. Zij stierf vóór het huwelijk kon plaatsvinden.
- Zijn derde vrouw, met wie hij in 1081 trouwde, was Constantia van Bourgondië, dochter van Robert I van Bourgondië, de moeder van zijn oudste wettelijke dochter Urraca.
- In 1093 trouwde hij Bertha van Toscane, vermoedelijk een dochter van paltsgraaf Willem I van Bourgondië.
- Na haar dood trouwde hij een Isabel, met wie hij twee dochters had, Elvira, (trouwde Rogier II van Sicilië) en, Sancha, (vrouw van Rodrigo González de Lara).
- Zijn laatste vrouw was Beatrix, dochter van Willem VIII van Aquitanië, en halfzuster van zijn eerste echtgenote.

Hiernaast had hij ook twee minnaressen:
- Bij Jimena Muñoz, van een "meest nobele familie", had hij twee buitenechtelijke dochters, een tweede Elvira (eigenlijk zijn oudste kind) en Teresa van León.
- Zijn tweede minnares was Zaida, volgens Spaanse moslimbronnen schoondochter van de moslimkoning van Sevilla Al Mutamid. Zij was de moeder van zijn enige zoon, Sancho, die, ondanks zijn afkomst, tot erfgenaam van zijn vader benoemd zou worden. Zijn zoon Sancho sneuvelt echter in de Slag bij Ucles in 1108. Hierdoor wordt zijn beweduwde dochter Urraca zijn erfgename. Om haar positie als erfgename te versterken, begint hij onderhandelingen om haar aan haar achterneef Alfons I van Aragón en Navarra te koppelen maar Alfons VI sterft voor het huwelijk plaatsvindt. Dit huwelijk zou later een totale ramp blijken en zo valt de troon na Urraca uiteindelijk toe aan Alfons Raimúndez die als Alfons VII de troon zal bestijgen. Hij is de zoon uit het eerste huwelijk van Urraca.

## Voorouders
| Voorouders van Alfons VI van León (1040-1082) | Voorouders van Alfons VI van León (1040-1082)                     | Voorouders van Alfons VI van León (1040-1082)                     | Voorouders van Alfons VI van León (1040-1082)                     | Voorouders van Alfons VI van León (1040-1082)                     | Voorouders van Alfons VI van León (1040-1082)                    | Voorouders van Alfons VI van León (1040-1082)                    | Voorouders van Alfons VI van León (1040-1082)                  | Voorouders van Alfons VI van León (1040-1082)                  |
| --------------------------------------------- | ----------------------------------------------------------------- | ----------------------------------------------------------------- | ----------------------------------------------------------------- | ----------------------------------------------------------------- | ---------------------------------------------------------------- | ---------------------------------------------------------------- | -------------------------------------------------------------- | -------------------------------------------------------------- |
| Overgrootouders                               | García II van Navarra (964-1000) ∞ Jimena Fernández (-1035)       | García II van Navarra (964-1000) ∞ Jimena Fernández (-1035)       | Sancho I Garcés (965-1017) ∞ Uracca Salvadores (-)                | Sancho I Garcés (965-1017) ∞ Uracca Salvadores (-)                | Bermudo II van León (953-999) ∞ 1003 Elvira van Castilië (-1017) | Bermudo II van León (953-999) ∞ 1003 Elvira van Castilië (-1017) | Menendo González (-) ∞ ? (-)                                   | Menendo González (-) ∞ ? (-)                                   |
| Grootouders                                   | Sancho III van Navarra (990-1035) ∞ Mayor van Castilië (995-1032) | Sancho III van Navarra (990-1035) ∞ Mayor van Castilië (995-1032) | Sancho III van Navarra (990-1035) ∞ Mayor van Castilië (995-1032) | Sancho III van Navarra (990-1035) ∞ Mayor van Castilië (995-1032) | Alfons V van León (994-1028) ∞ Elvira Menéndez (-1022)           | Alfons V van León (994-1028) ∞ Elvira Menéndez (-1022)           | Alfons V van León (994-1028) ∞ Elvira Menéndez (-1022)         | Alfons V van León (994-1028) ∞ Elvira Menéndez (-1022)         |
| Ouders                                        | Ferdinand I van León (1016-1065) ∞ Sancha van León (1013-1067)    | Ferdinand I van León (1016-1065) ∞ Sancha van León (1013-1067)    | Ferdinand I van León (1016-1065) ∞ Sancha van León (1013-1067)    | Ferdinand I van León (1016-1065) ∞ Sancha van León (1013-1067)    | Ferdinand I van León (1016-1065) ∞ Sancha van León (1013-1067)   | Ferdinand I van León (1016-1065) ∞ Sancha van León (1013-1067)   | Ferdinand I van León (1016-1065) ∞ Sancha van León (1013-1067) | Ferdinand I van León (1016-1065) ∞ Sancha van León (1013-1067) |

## Trivia
De vele Chansons de Geste die er rond de persoon van Alfons VI gegroeid zijn, zijn gebundeld in de kronieken van Alfons de Wijze of in ballades.